# ETA10
L'ETA10 era una linea di supercomputer sviluppati dalla ETA System (una divisione della Control Data Corporation) negli anni ottanta. La linea di supercomputer utilizzava lo stesso set di istruzioni del CDC Cyber 205.

## Storia
Dopo la divisione dalla CDC nel settembre del 1983 ETA si concentrò sullo sviluppo di computer con un ciclo di clock inferiore ai 10 nanosecondi. Questo obiettivo spinse ETA a sviluppare molte innovazioni. Tra queste ETA sviluppò sistemi di raffreddamento a liquido e utilizzò circuiti CMOS per i microprocessori.
L'ETA10 raggiunse gli obiettivi della società, infatti sviluppava 10,3 gigaflops e molti modelli avevano un ciclo di clock di 7 nanosecondi, un ciclo molto ridotto per gli standard della metà degli anni 80.
Si presuppone che in seguito la società si fosse concentrata sul successore dell'ETA10 e cioè l'ETA30, un sistema in grado di sviluppare 30 gigaflops.
ETA System fu reincorporata da CDC e cessò di esistere come società il 17 aprile 1989.